# 中国科学院上海药物研究所
中国科学院上海药物研究所（英語：Shanghai Institute of Materia Medica, Chinese Academy of Sciences），创建于1932年，位于上海市浦东新区张江高科技园区。是中国科学院下属研究机构，主要从事创新药物基础和应用基础研究。
上海药物研究所现有中国科学院院士5人，中国工程院院士2人，正高级科技人员119人，副高级科技人员173人。

## 历史
中国国民党中央执行委员会政治会议第七十四次会于1927年4月17日晚在南京召开，会上李石曾突然提出成立中央研究院。

## 研究领域
研究所设有新药研究国家重点实验室、国家新药筛选中心、中药标准化技术国家工程实验室、中国科学院受体结构与功能重点实验室等研究机构。
上海药物研究所是中华人民共和国国务院批准的首批博士硕士学位授予单位之一，目前拥有药学一级学科博士硕士培养点和中药学一级学科硕士培养点。研究所主办的学术期刊主要有《中国药理学报》。

## 研究成果
| 年度 | 项目名称                                                   | 获奖类别                   | 链接                   |
| ---- | ---------------------------------------------------------- | -------------------------- | ---------------------- |
| 2000 | 石杉碱的化学与药理研究                                     | 国家自然科学奖（二等）     | （页面存档备份，存于） |
| 2003 | 现代新药筛选体系和高通量筛选技术的研究及应用               | 国家科学技术进步奖（二等） | （页面存档备份，存于） |
| 2007 | 重要药理作用的靶标动力学行为与功能关系研究及其药物设计     | 国家自然科学奖（二等）     | （页面存档备份，存于） |
| 2009 | 拓扑异构酶II新型抑制剂沙尔威辛的抗肿瘤分子机制             | 国家自然科学奖（二等）     | （页面存档备份，存于） |
| 2011 | 丹参多酚酸盐及其粉针剂                                     | 国家技术发明奖（二等）     | （页面存档备份，存于） |
| 2013 | 若干重要中草药的化学与生物活性成分的研究                   | 国家自然科学奖（二等）     | （页面存档备份，存于） |
| 2013 | 药物分子毒理学研究及新药安全性评价关键技术的应用和国际认可 | 国家科学技术进步奖（二等） | （页面存档备份，存于） |
| 2016 | 国际化导向的中药整体质量标准体系创建与应用                 | 国家科学技术进步奖（二等） | （页面存档备份，存于） |
| 2017 | 国家1.1类新药盐酸安妥沙星                                  | 国家技术发明奖（二等）     | （页面存档备份，存于） |
| 2020 | 新型纳米载药系统克服肿瘤化疗耐药的应用基础研究             | 国家自然科学奖（二等）     | （页面存档备份，存于） |

## 历任所长[10]
- 赵承嘏（1932年－1966年）
- 高怡生（1978年－1984年）
- 谢毓元（1984年－1987年)
- 白东鲁（(1987年－1996年）
- 陈凯先（1996年－2004年）
- 丁健（2004年－2013年）
- 蒋华良（2013年－2019年）
- 李佳（2019年－）

## 丑闻
- 耿美玉